# Amatersko prvenstvo Francije 1939
Amatersko prvenstvo Francije 1939 v tenisu.

## Moški posamično
Don Mc Neill :  Bobby Riggs  7-5, 6-0 ,6-3

## Ženske posamično
Simone Mathieu :  Jadwiga Jedrzejowska  6-3, 8-6

## Moške dvojice
Don McNeill /  Charles Harris :  Jean Borotra /  Jacques Brugnon  4–6, 6–4, 6–0, 2–6, 10–8

## Ženske dvojice
Simone Mathieu  /  Jadwiga Jędrzejowska :  Alice Florian /  Hella Kovac 7–5, 7–5

## Mešane dvojice
Sarah Palfrey /  Elwood Cooke :  Simone Mathieu /  Franjo Kukuljević  4–6, 6–1, 7–5